# Femme fatale

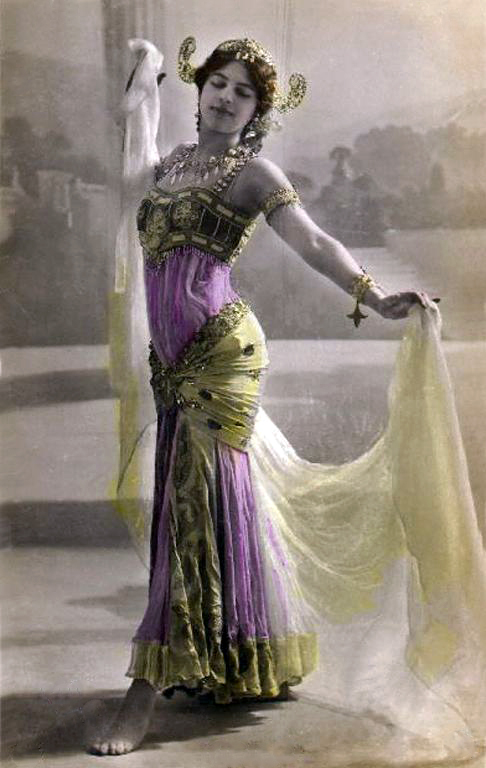
Mata Hari, berömd femme fatale under första världskriget.

En femme fatale är en kvinnlig rollfigur inom drama, som på ett raffinerat sätt använder sin sexuella attraktion för att uppnå sina syften. Uttrycket kommer från franskan och betyder "ödesdiger kvinna". En sådan porträtteras ofta, direkt eller indirekt, som en sexuellt omättlig kvinna; det vill säga som raka motsatsen till en ingeny.
Typen har funnits, i olika former, i myter och legender från nästan alla kulturer. Några tidiga exempel är de judiska/kristna figurerna Lilit, Eva, Delila och Salome. Under slutet av 1800-talet och början av 1900-talet blev femme fatalen vanlig i västeuropeisk och amerikansk kultur, och återfinns i verk av Oscar Wilde, Edvard Munch, Gustav Klimt m.fl., ofta som en reaktion på kvinnorörelsen och kvinnans förändrade status i samhället.
När filmgenren, som senare kom att kallas film noir introducerades på 1940-talet, inleddes en storhetstid för femme fatale-figuren i populärkulturen. Exempel från  filmthrillers är Kvinna utan samvete (1943), Med berått mod (1949), Vilse (1946) och En djävulsk fälla (1958). 
I den anglosaxiska världen är femme fatale-figuren ofta utländsk, smått vampyrlik, och farlig för mannen, som lämnas tömd på sin virilitet och självständighet. Hjälten kan bara räddas genom flykt från hennes famn, varför hon även kallas vamp.

## Berömda femmes fatales
- Aspasia (född cirka 469 f.Kr., död cirka 406 f.Kr.)
- Kleopatra VII (december 70 f.Kr./januari 69 f.Kr.–12 augusti 30 f.Kr.)
- Salome (första århundradet e.Kr.)
- Lucrezia Borgia (18 april 1480–24 juni 1519)
- Mata Hari (7 augusti 1876–15 oktober 1917)

### Berömda fiktiva femmes fatales
- Kirke
- Medea
- Eris från Sinbad: Legend of the Seven Seas
- Morgan le Fay
- Lilit
- Jessica Rabbit
- Lulu (opera)
- Lola Lola i Heinrich Manns Professor Umrat (film Den blå ängeln)
- Lady de Winter
- Irene Adler (Sherlock Holmes)

### Filmer
- Femme Fatale
- Basic Instinct
- Body Heat
- Kvinna utan samvete
- Den blå ängeln
- Skuggor ur det förflutna
- Gilda
- Till varje pris
- Lady från Shanghai
- Riddarfalken från Malta

## Femme fatale i övriga media
- Låten Femme Fatale av The Velvet Underground.
- Femme Fatale är en av rollfigurerna i Powerpuffpinglorna. Hon är misantrop och försöker lura hjältarna att bli sexistiska mot män.
- Femme Fatale är även namnet på Britney Spears sjunde studioalbum och Femme Fatale Tour hennes världsturné i samband med skivutgivningen.